# C,XOXO
C,XOXO é o quarto álbum de estúdio da cantora e compositora cubana-mexicana-estadunidense Camila Cabello, lançado em 28 de junho de 2024 através da Geffen e Interscope Records. É seu primeiro álbum após sua saída da Epic Records.
O álbum foi precedido pelo lançamento dos singles "I LUV IT" com Playboi Carti, que alcançou a posição 81 na Billboard Hot 100, e "HE KNOWS" com Lil Nas X, bem como o single promocional "Chanel No. 5". Após o lançamento do álbum, "HOT UPTOWN" com Drake foi lançado como o quarto single do disco. Cabello lançou o single ''GODSPEED'' no dia 6 de setembro junto com a versão deluxe do álbum - C,XOXO (Magic City Edition).

## Antecedentes
Em setembro de 2022, após o lançamento do terceiro álbum de Cabello, Familia, em abril do mesmo ano, foi anunciado que ela havia saído da Epic Records e assinado com a gravadora Interscope Records, do selo Universal Music Group.
Cabello deu em uma entrevista para o podcast Call Her Daddy, de Alexandra Cooper, onde ela revelou que seu novo álbum era "realmente sentar no desconforto das coisas e perceber que não vai haver uma resposta clara e pronta para uso. Eu me sinto forte dessas maneiras, fraca dessas maneiras, e não há uma resposta realmente clara aqui. Mas o processo do álbum tem sido uma jornada. Começou comigo tendo a intenção de voltar a como começou para mim, que era apenas sentar comigo mesma e realmente voltar àquela primeira paixão de compor. Ficar nerd com referências, artistas e poesia — seja lá o que for — e realmente explorar isso".
Em uma entrevista com Zane Lowe da Apple Music, Cabello descreveu a "saída sonora" do álbum de seus trabalhos anteriores, creditando Pablo "El Guincho" Díaz-Reixa e Jasper Harris por ajudá-la na saída. Ela revelou: "Eu realmente me sinto uma esquisita, e essa é a música que eu amo, e essa é a música que eu mais me orgulho de fazer. Eu acho que muitas vezes se trata de encontrar pessoas que são esquisitas também, e Jasper é um esquisito, Guincho é um esquisito, e eu acho que nós três fomos capazes de apenas manter isso nessa bolha de tipo, nós não damos a mínima, e nós vamos apenas fazer o que achamos que é fogo".

## Canções e letras
C,XOXO é um disco derivado do gênero pop com elementos de hyperpop, dance, hip-hop, avant-pop e alt-pop. O álbum abre com o single principal "I Luv It", com o rapper Playboi Carti. Esta faixa combina uma batida hip-hop com elementos de hyperpop. "Chanel No. 5", o single promocional do álbum, apresenta vocais inspirados em R&B e produção minimalista. "He Knows", com Lil Nas X, combina hip-hop com influências de dance music. "Hot Uptown", com Drake, foi descrito como tendo uma batida dançante e melodia contagiante. "GODSPEED"  foi descrita como uma balada emocional e introspectiva que marca uma fase de transformação pessoal da artista. Lançada como parte da edição deluxe de seu álbum C, XOXO — intitulada Magic City Edition — a canção aborda temas de autodescoberta, superação e libertação de relações tóxicas.
O álbum explora temas de amor, autodescoberta e empoderamento, refletindo as experiências pessoais de Cabello. De acordo com a SiriusXM, Cabello descreveu o álbum como tendo "energia de vilã de Miami" e observou que ele contém "coisas que você nunca ouviu dela antes" e momentos que são sonora e liricamente únicos.

## Lançamento e promoção

### Singles
"I LUV IT", com o rapper Playboi Carti, foi lançado como o primeiro single do álbum em 27 de março de 2024. A faixa estreou e atingiu a posição 81 na Billboard Hot 100 dos Estados Unidos. "HE KNOWS", com o rapper Lil Nas X, foi lançado como o segundo single do álbum em 10 de maio, enquanto "Chanel No. 5" foi lançado como o primeiro single promocional do álbum em 21 de junho. "HOT UPTOWN", com o rapper canadense Drake, impactou as rádios contemporâneas dos Estados Unidos como o terceiro single do álbum em 28 de junho de 2024. ''GODSPEED'' foi o ultimo single do álbum com videoclipe, lançado dia 6 de setembro, junto com o álbum deluxe, com 4 músicas a mais - C,XOXO (Magic City Edition). O single não entrou nas principais paradas da música.

### Performances ao vivo
Em 19 de abril de 2024, Cabello apareceu como uma artista surpresa durante a apresentação de Lana Del Rey no festival Coachella; ambas cantaram "I Luv It" juntas. Para promover o lançamento do álbum, Camila se apresentou no programa de Jimmy Fallon, interpretando ao vivo a faixa “I Luv It”, acompanhada por uma performance energética e visualmente impactante. Em 23 de junho, Cabello fez sua primeira performance completa em dois anos no Rock in Rio Lisboa X, estreando ao vivo várias faixas do álbum. Ela também se apresentou no Other Stage no Festival de Glastonbury de 2024. Camila também se apresentou no MTV Video Music Awards, no dia 11 de setembro de 2024, perfomando as músicas ''June Gloom'' e ''GODSPEED''. Essas performances marcaram a estreia ao vivo das músicas do álbum C,XOXO (Magic City Edition).

## Recepção crítica
| Críticas profissionais | Críticas profissionais |
| Pontuações agregadas   | Pontuações agregadas   |
| Fonte                  | Avaliação              |
| ---------------------- | ---------------------- |
| AnyDecentMusic?        | 5.5/10                 |
| Metacritic             | 64/100                 |
| Avaliações da crítica  |                        |
| Fonte                  | Avaliação              |
| AllMusic               | 3.5 de 5 estrelas.     |
| Clash                  | 7/10                   |
| The Guardian           | 2 de 5 estrelas.       |
| NME                    | 3 de 5 estrelas.       |
| Pitchfork              | 6.9/10                 |
| Rolling Stone          | 5.5/10                 |
| Slant Magazine         | 2 de 5 estrelas.       |
| Exclaim!               | 6/10                   |
| Sputnikmusic           | 4/5                    |

De acordo com o agregador de análises Metacritic, C,XOXO recebeu "análises geralmente favoráveis" com base em uma pontuação média ponderada de 64 em 100 de 11 pontuações de críticos.
Comentários sobre o álbum focaram amplamente na mudança de som de Cabello. Escrevendo para o The Guardian, Alexis Petridis opinou que a direção do álbum em comparação com a discografia anterior de Cabello era "bastante radical a ponto de ser ocasionalmente desconcertante". Ele concluiu que Cabello "frequentemente soa um pouco desconfortável" e que ela "se sente como uma convidada em seu próprio álbum" devido à proeminência de seus artistas apresentados.
Na Rolling Stone, Maura Johnston observou que Cabello adota uma personalidade "esquisita", descrevendo o álbum como um afastamento experimental de seu trabalho anterior. O crítico da NME, Nick Levine, destacou a "reformulação da marca festeira" do álbum e descreveu suas canções como "vermes de ouvido intrigantes e desconexos".
Harry Tafoya, da Pitchfork, deu ao álbum uma nota 6,9 de 10, destacando sua mistura de gêneros e sua variedade sonora. O crítico da Slant Magazine, Paul Attard, criticou o álbum por "confundir imitação com maestria", dando-lhe 2 de 5 estrelas. James Mellen, do Clash, avaliou o álbum com 7 de 10, apreciando sua ousadia e o afastamento do som pop anterior de Cabello. O Sputnikmusic deu 4 de 5, elogiando sua inovação e execução.

## Desempenho comercial e Charts
Nos Estados Unidos, C,XOXO estreou na décima terceira posição na Billboard 200, arrecadando 36.500 unidades equivalentes a álbuns. O álbum também foi bem recebido em plataformas de streaming e vendas digitais, alcançando o Top 10 em mais de 60 países, incluindo mercados como Estados Unidos, Reino Unido, China, Canadá, México, Espanha, Emirados Árabes Unidos e Egito.
| Charts 2024                                       | Posição |
| ------------------------------------------------- | ------- |
| Álbuns australianos (ARIA)                        | 29      |
| Álbuns austríacos (Ö3 Áustria)                    | 16      |
| Álbuns belgas (Ultratop Flandres)                 | 13      |
| Álbuns belgas (Ultratop Valônia)                  | 24      |
| Álbuns canadenses (Billboard)                     | 20      |
| Álbuns holandeses (Top 100 dos álbuns)            | 15      |
| Álbuns franceses (SNEP)                           | 54      |
| Álbuns alemães                                    | 20      |
| Álbuns irlandeses (IRMA)                          | 57      |
| Álbuns italianos (FIMI)                           | 61      |
| Álbuns digitais japoneses (Oricon)                | 43      |
| Álbuns japoneses mais populares (Billboard Japão) | 84      |
| Álbuns da Nova Zelândia (RMNZ)                    | 25      |
| Álbuns noruegueses (VG-lista)                     | 37      |
| Álbuns poloneses (ZPAV)                           | 39      |
| Álbuns Portugueses (AFP)                          | 5       |
| Álbuns Escoceses (OCC)                            | 16      |
| Álbuns espanhóis (PROMUSICAE)                     | 10      |
| Álbuns suíços (Schweizer Hitparade)               | 15      |
| Álbuns do Reino Unido (OCC)                       | 20      |
| Billboard 200 dos EUA                             | 13      |

## Lista de faixas
| C,XOXO — Edição padrão |                                                              | |                                                  |         |  |
| N.º                    | Título                                                       | Compositor(es) | Produtor(es)                                     | Duração |  |
| 1.                     | "I LUV IT" (com Playboi Carti)                               | Camila Cabello Jordan Carter Pablo Díaz-Reixa Jasper Harris Howard Kaylan Mark Volman Tarik Adolmiui Radric Davis Shondrae Crawford                                | El Guincho Harris Bart Schoudel [a] Marcus Fritz | 2:54    |  |
| 2.                     | "Chanel No. 5"                                               | Cabello Dashawn Moore Nayvadius Wilburn Joshua Luellen Díaz-Reixa Harris                                                                                           | El Guincho Harris Schoudel [a]                   | 2:40    |  |
| 3.                     | "pink xoxo"                                                  | Cabello Victoria Walker Díaz-Reixa Harris | El Guincho Harris Schoudel [a]                   | 0:55    |  |
| 4.                     | "HE KNOWS" (com Lil Nas X)                                   | Cabello Montero Hill Ojerime Smith Díaz-Reixa Daniel Aged Harris                                                                                                   | Aged El Guincho Harris Schoudel [a]              | 3:01    |  |
| 5.                     | "Twentysomethings"                                           | Cabello Aaron Shadrow Díaz-Reixa Harris | Shadrow El Guincho Harris Schoudel [a]           | 2:42    |  |
| 6.                     | "Dade County Dreaming" (com participação de JT e Yung Miami) | Cabello Jatavia Johnson Caresha Brownlee Lasana Smith Nicholaus Williams Salvador Majail Díaz-Reixa Harris                                                         | El Guincho Harris Schoudel [a]                   | 2:39    |  |
| 7.                     | "koshi xoxo" (com BLP Kosher)                                | Cabello Benjamin Pavlon Díaz-Reixa Harris Yanaco | El Guincho Harris Schoudel [a]                   | 0:46    |  |
| 8.                     | "HOT UPTOWN" (com Drake)                                     | Cabello Aubrey Graham Matthew Samuels Mingiedi Mawangu Johann Deterville Díaz-Reixa Harris                                                                         | Boi-1da El Guincho Yogi Harris Noel Cadastre     | 2:30    |  |
| 9.                     | "Uuugly" (interpretado por Drake)                            | Graham Kaushik Barua Harris Díaz-Reixa | Kid Masterpiece Harris El Guincho                | 1:55    |  |
| 10.                    | "DREAM-GIRLS"                                                | Cabello Terius Gesteelde-Diamant Carlos McKinney Hidde Ament Gesteelde-Diamant Díaz-Reixa Harris                                                                   | Hidde Harris El Guincho Schoudel [a]             | 2:51    |  |
| 11.                    | "305tilidie"                                                 | Cabello Díaz-Reixa Harris | Díaz-Reixa Harris                                | 0:49    |  |
| 12.                    | "B.O.A.T."                                                   | Cabello Daniel McKay Raymond Davies Ross Campbell Armando Pérez Graham Wilson Hugh Brankin John Reid Nile Rodgers Raymond Davies Bernard Edwards Díaz-Reixa Harris | Aged El Guincho Harris                           | 2:56    |  |
| 13.                    | "pretty when i cry"                                          | Cabello Shadrow Díaz-Reixa Harris | Shadrow El Guincho Harris Schoudel [a]           | 2:34    |  |
| 14.                    | "June Gloom"                                                 | Cabello Díaz-Reixa Harris Michael Mulé Isaac de Boni | FnZ El Guincho Harris Schoudel [a]               | 3:00    |  |
| Duração total:         | Duração total:                                               | Duração total: | Duração total:                                   | 32:23   |  |

| Faixa bônus da versão digital Chanel No. 5 do C,XOXO |                           |                                                 |         |  |
| N.º                                                  | Título                    | Compositor(es)                                  | Duração |  |
| 1.                                                   | "Chanel No. 5" (Acapella) | Cabello Moore Wilburn Luellen Díaz-Reixa Harris | 2:40    |  |
| Duração total:                                       | Duração total:            | Duração total:                                  | 35:03   |  |

| Faixa bônus da versão digital June Gloom do C,XOXO |                         |                                     |         |  |
| N.º                                                | Título                  | Compositor(es)                      | Duração |  |
| 1.                                                 | "June Gloom" (Acapella) | Cabello Díaz-Reixa Harris Mulé Boni | 3:00    |  |

| C,XOXO (Magic City Edition) |                               |                                                                                             |                                             |         |  |
| N.º                         | Título                        | Compositor(es)                                                                              | Produtor(es)                                | Duração |  |
| 15.                         | "baby pink" (com Eem Triplin) | Cabello Muhammad Akbar Daoud Anthony Daniel McKay Díaz-Reixa Harris                         | Aged El Guincho Harris Triplin Schoudel [a] | 3:52    |  |
| 16.                         | "Come Show Me"                | Cabello Tobias Jesso Jr. Morris Anthony Harper Díaz-Reixa Harris                            | El Guincho Harris Schoudel [a]              | 2:21    |  |
| 17.                         | "can friends kiss?"           | Cabello Damini Ebunoluwa Ogulu Austin Iwar Ludwig Göransson Peace Oredope Díaz-Reixa Harris | El Guincho Harris Schoudel [a]              | 2:17    |  |
| 18.                         | "GODSPEED"                    | Cabello Raul Cubina Mark Williams Zack Sekoff Díaz-Reixa Harris                             | El Guincho Harris Schoudel [a]              | 3:36    |  |
| Duração total:              | Duração total:                | Duração total:                                                                              | Duração total:                              | 44:29   |  |

## Pessoal

### Músicos
- Camila Cabello – vocais (faixas 1–6, 8–10, 12–18)

- Pablo Díaz-Reixa – programação (faixas 1–4, 6–8, 10, 12–15, 17), sampler (1, 2, 4, 7, 8, 10, 12, 14), baixo (1, 6, 8, 10, 13, 15-16), programação de bateria (1), bateria (2, 4–6, 8, 10, 12, 14-18), sintetizador (3, 5, 8, 13, 15-16), sequenciador (13), banjo de 5 cordas (14), guitarra (16)

- Jasper Harris – sintetizador (faixas 1, 3–6, 8, 10, 12–18), baixo (1, 4, 14, 16-17), programação (1), piano (2, 5, 10)

- Playboi Carti – Vocais (faixa 1)

- PinkPantheress – vocais (faixa 3)

- Daniel McKay – sintetizador (faixa 4), guitarra (12, 15), baixo (15)[1]

- Lil Nas X – vocais (faixa 4)
- Aaron Shadow – guitarra (faixas 5, 13), percussão (13)[2]
- Owen Pallett – cordas (faixas 6, 11)
- JT – Vocais (faixa 6)
- Yung Miami – vocais (faixa 6)
- BLP Kosher – Vocais (faixa 7)
- Drake – vocais (faixas 8, 9)
- Hidde Ament – vocais, teclados (faixa 10)
- Eem Triplin - Vocais (faixa 15)
- Mark Williams - sintetizador (faixa 18)
- Raul Cubina - sintetizador (faixa 18)

### Técnico
- Dale Becker – masterização
- Jon Castelli – mixagem
- Marcus Fritz – mixagem, engenharia (faixa 1)
- Salvador "Better Call Sal" Majail – engenharia (faixas 1–8, 12, 14-16)[1]
- Bart Schoudel – engenharia (faixas 1–6, 10, 12–18)[2]
- Drew Sliger – engenharia (faixa 4)
- Noel Cadastro – engenharia (faixa 8)
- Pablo Díaz-Reixa – engenharia (faixa 11)
- Brad Lauchert – engenharia de mixagem (faixas 1, 2, 4–6, 8), assistência de mixagem (3, 7), assistência de engenharia (1)[7]
- Katie Harvey – assistência de masterização (faixas 2–4, 8, 15-18)[19]
- Noah McCorkle – assistência de masterização (faixas 2–4, 8, 15-18)[11]
- Pedro Kayat – assistência de engenharia (faixas 2, 12–15)[2]
- Antonio "DJ Fuse" Olivera – assistência de engenharia (faixa 2, 18)[11]
- Muhammad Akbar - assistência de engenharia (faixa 15)[2]
- Andrew "Robby" Anderson - assistência de engenharia (faixa 15)[25]